# Alexander von Middendorff
Alexander von Middendorff (rusky Александр Фёдорович Миддендорф; 18. srpna 1815, Petrohrad – 28. ledna 1894) byl rusko-estonský zoolog, geograf a cestovatel, baltský Němec.

## Život
Narodil se v Petrohradě, ale jeho matka se s ním později vrátila do svého rodného Estonska. V letech 1831-1837 vystudoval lékařství na Univerzitě v Tartu. Poté si doplňoval vědecké vzdělání na univerzitách v Berlíně, Erlangenu, Vídni a Vratislavi. V roce 1839 přijal pozici mimořádného profesora na univerzitě v Kyjevě, pod řízením Karla Ernsta von Baera. Roku 1840 Baer Middendorffovi nabídl účast v expedici, jejímž cílem původně byla Novaja Zemlja. Kvůli bouřím sice expedice do cíle určení nikdy nedorazila, ale Middendorf díky ní prozkoumal Laponsko, Barentsovo a Bílé moře a také poloostrov Kola. Sesbíral přitom velké množství zoologického materiálu. Roku 1843 se vydal na druhou výpravu, na Sibiř, která měla cíl u řeky Amur, a během dvou let sbíral další vědecký materiál. Po návratu do Petrohradu vydal tři knihy, kde vytěžil své poznatky z výprav, nejcennější byly pasáže o stěhování ptáků a o měkkýších. Tyto práce mu zajistily vědeckou proslulost.
V roce 1845 se stal viceprezidentem Ruské zeměpisné společnosti. V letech 1855–1857 byl tajemníkem akademie věd v Petrohradě. Byl též člen geografické společnosti v Berlíně a v Londýně. Byl učitelem syna cara Alexandra II., Nikolaje Alexandroviče (1843–1865).
Později uspořádal ještě dvě výpravy, na západní Sibiř, do oblasti mezi řekami Irtyš a Ob (1870) a do oblastí dnešního Uzbekistánu, Kyrgyzstánu a Tádžikistánu (1878).
V pozdějších letech se stal rovněž významným vlastníkem půdy a začal se věnovat agronomii (chov červeného dobytka, ardenského koně, zavedení sibiřského modřínu v Estonsku apod.)
Je po něm pojmenováno 17 druhů živočichů, 11 rostlin a tři geografické útvary.